# ماتسودایرا داینی
ماتسودایرا داینی (به ژاپنی: 松平 康正 Matsudaira Daini); ‏۱۸۲۳ – ۱۱ سپتامبر ۱۸۶۴‏) سامورایی در دوره باکوماتسو در قلمروی کاگا اهل ژاپن بود. وی در خدمت خاندان مائدا بود.